# Akshobhya

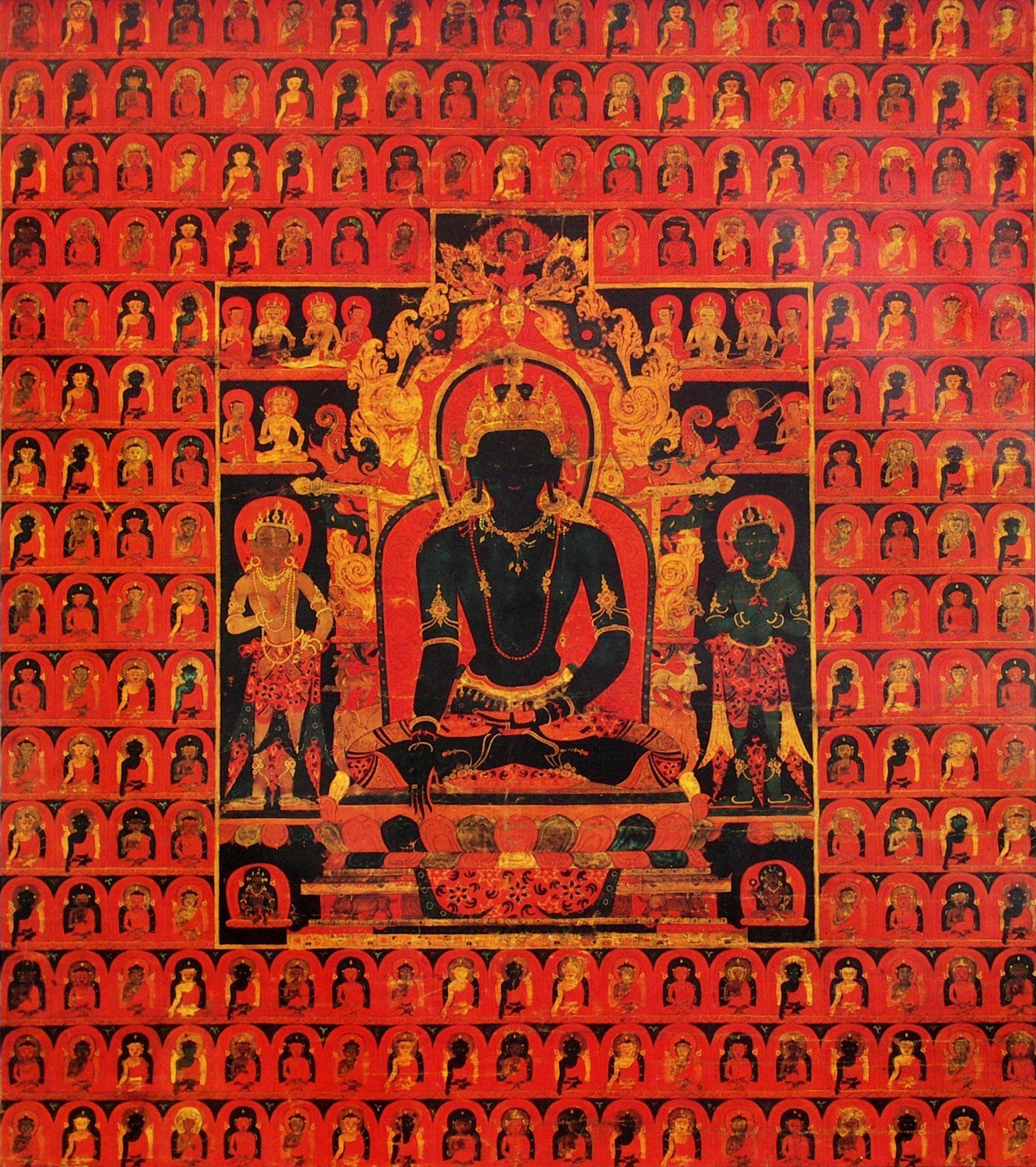
Reprezentarea tibetană a lui Buddha Akshobhya.

Akshobhya este unul dintre Cei Cinci Buddha ai Înțelepciunii din budismul Mahayana . I s-a spus Buddha al liniștii , deoarece nu a fost văzut niciodată supărat , indispus , ori afectat de ceva , indiferent de întâmplările la care a luat parte . Se spune că Akshobhya , este situat la est , spre răsăritul soarelui , pentru a sublinia ideea de optimism legată de această divinitate . De asemenea acest Buddha apare și în budismul Vajrayana sub numele de Mi-khrugs-pa .